# Acquanegra Cremonese
Acquanegra Cremonese – miejscowość i gmina we Włoszech, w regionie Lombardia, w prowincji Cremona.
Według danych na rok 2004 gminę zamieszkiwało 1225 osób, 136,1 os./km².